# Ferdinand Carol, Arhiduce de Austria
Ferdinand Carol (n. 17 mai 1628, Innsbruck, Austria – d. 30 decembrie 1662, Caldaro sulla Strada del Vino, Trentino-Tirolul de Sud, Italia) a fost Arhiduce al Austriei Anterioare și al Tirolului din 1646 până la sfârșitul vieții.

## Biografie
Ferdinand Carol a fost fiul cel mare al Arhiducelui Leopold al V-lea și al soției sale, Claudia de Medici. La vârsta de patru ani și-a succedat tatăl după moartea acestuia, în 1632, sub regența mamei sale. El a preluat îndatoririle guvernamentale când a devenit major, în 1646. 
Pentru a-și finanța stilul de viață extravagant, el a vândut bunuri și drepturi. De exemplu, el a pierdut suma exorbitantă pe care Franța trebuia să o plătească Tirolului habsburgic pentru cesiunea fiefului lor la vest de Rin. El a renunțat la drepturile sale în Prättingau (1649) și în Unterengadin (1652) astfel încât stăpânirea sa din Tarasp a rămas o enclavă în Cantonul Graubünden până în 1803.
Fiind un conducător absolutist, Ferdinand Carol nu a convocat Dieta o singură dată după ceremonia de înscaunare în 1647 în faza finală a Războiului de Treizeci de Ani. El a limitat implicarea Stărilor în politica teritoriilor sale. Guvernarea sa a fost puternic influențată de un grup de nobili intriganți din cercul favoriților săi care nu lăsau nici o șansă criticilor săi.
Cancelarul său, dr. Wilhelm Biener, a fost destituit în 1650 și executat în 1651 după un proces desfășurat în secret. Oponenții acestuia au reușit să oprească solul ce aducea actul de grației a fostului cancelar astfel încât sentința a fost executată ilegal la Castelul Rattenberg.
Ferdinand Carol era un iubitor de muzică: opera italiană a prezentat spectacole la curtea sa. Deoarece a considerat prea mare teatrul construit de părinții săi, a comandat aceluiași arhitect care îl proiectase pe acesta, ridicarea unui alt teatru mai mic. Pe de altă parte, Ferdinand Carol nu a fost interesat de terminarea construcției Bisericii iezuite fondate de părinții săi însă a ordonat în 1650 construirea Bisericii parohiale din Innsbruck în care se află pictura adusă de tatăl său, „Mariahilf” de Lukas Cranach. În timpul cârmuirii sale, regina Cristina a Suediei a s-a convertit la catolicism în 1655 la Innsbruck.

## Căsătorie și descendenți
Ferdinand Carol s-a căsătorit cu Anna de Medici (1616–1676) la 10 iunie 1646. Aceasta era nepoata mamei sale ca fiică a lui Cosimo al II-lea de Medici, Mare Duce de Toscana și a Mariei Magdalena de Austria. Ei au avut trei copii dintre care doar doi au atins vârsta maturității:
- Claudia Felicitas de Austria (30 mai 1653 – 8 aprilie 1676); căsătorită cu Leopold I, împărat romano-german;
- Maria Magdalena de Austria (17 august 1656 – 21 ianuarie 1669);

- o fiică (n./d. 1654).

Ferdinand Carol a murit la Kaltern, la vârsta de 34 de ani și a fost înmormântat în Biserica parohială din Innsbruck construită de el. Succesorul său în Tirol a fost fratele său, Sigismund Francisc.

## Galerie de imagini

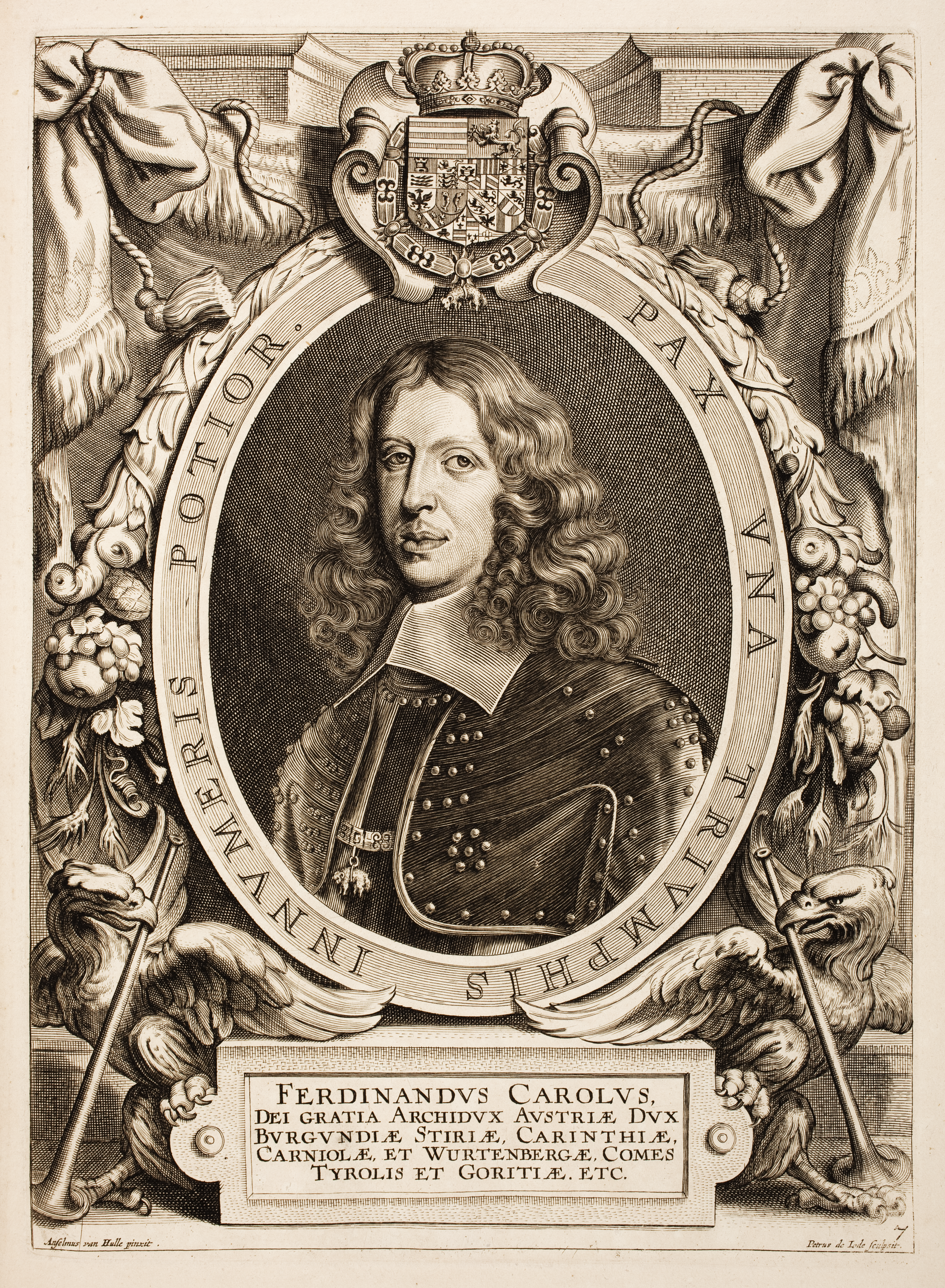
Ferdinand Carol (după o pictură de Anselm van Hulle)
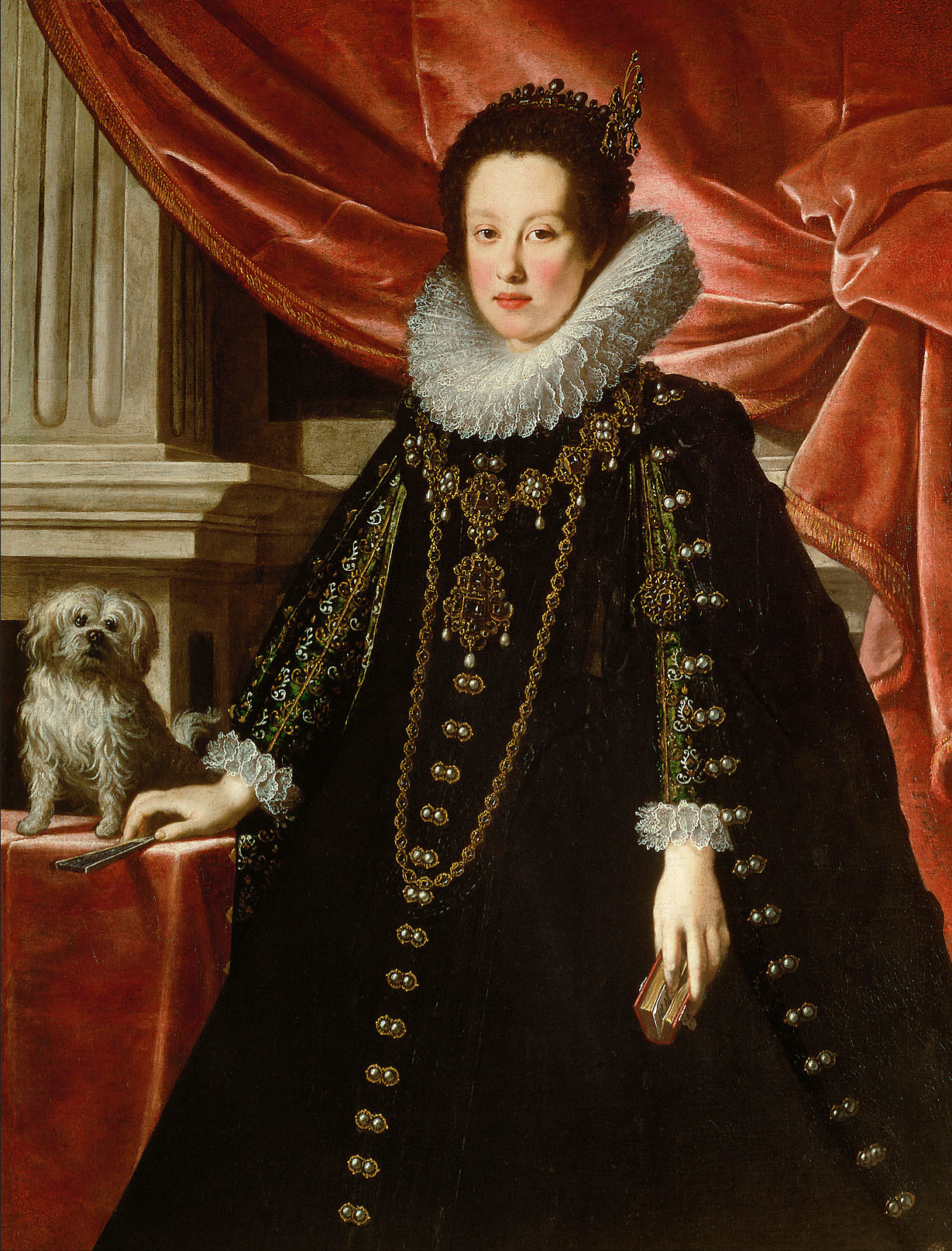
Anna de Medici (soția lui Ferdinand Carol)